# Trident Racing
Trident Racing — итальянская гоночная команда, выступающая в сериях с открытыми колёсами. Была создана в 2006 году для выступления в серии GP2. Штаб-квартира Trident находится в Сан-Пьетро Мозеццо в итальянском регионе Пьемонт. На данный момент выступает в чемпионатах ФИА Формула-2 и Формула-3.

## История

### GP2
После быстрого создания Trident обеспечила себе место в заявочном списке сезона 2006 GP2, её представлял бывший итальянский пилот Джанмария Бруни и австрийский пилот Андреас Цубер выступающей под гоночной лицензией ОАЭ. Это была одна из трёх команд, которая претендовала на место последней тринадцатой команды. Организатор серии GP2 Бруно Мишель прокомментировал это: «В Trident Racing выдвинули предложение, которое обеспечивало им спортивное и техническое преимущество.»

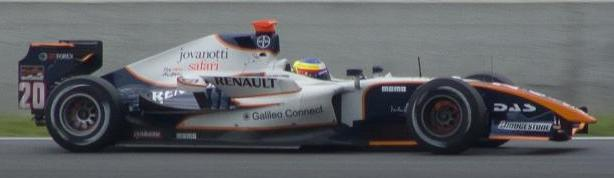
Майк Конвей за рулём болида Trident на этапе в Маньи-Куре сезона 2008 GP2.

В свой первый год выступлений Trident была конкурентоспособнее многих опытных команд. Бруни смог заработать две победы, с двумя поул-позициями и двумя быстрыми кругами. Новичок Цубер смог заработать одну победу. В командном зачёте Trident заняла шестое место.
В сезоне 2007 года в Trident выбрали победителя гонки Евросерии Формулы-3 Кохэй Хиратэ из Японии и бронзового призёра Мировой серии Рено Пастора Мальдонадо из Венесуэлы. В 2008 пилотами были британец Майк Конвей и китаец Тун Хопинь. В сезоне 2009 за команду выступает португало-ангольский пилот Рикардо Тейксейра и чемпион Евросерии 3000 и серии Суперлига Формула Давиде Ригон.
В сезоне 2010 года команда заняла 11-е места в общем зачете, гонщиками были Адриан Цаугг и Джонни Чекотто-младший, который был заменен сначала на Эдоардо Пископо, а затем на Федерико Лео.
В сезоне 2011 года Стефано Колетти выиграл две гонки, однако он получил травму спины на предпоследнем этапе сезона в Спа-Франкоршам, в результате чего он не смог принять участие в финале сезона и занял только 11-е место в личном зачете. Колетти был заменен соотечественником из Монако Стефаном Ришельми. В другой машине выступал Родольфо Гонсалес, который не смог набрать очков. По итогом сезона команда заняла восьмое место.
В сезоне 2012 года в команде остался Ришельми, и к нему присоединился Хулиан Леаль: вместе они набрал 31 очко по новой системе подсчета очков, но Trident опустилась на десятое место в командном чемпионате.
В 2013 году за команду выступали Натанаэль Бертон, Кевин Чеккон, Рикарду Тейшейра, Серджио Кампана и Жанмарко Раймондо. Лучшим результатом команды стала победа Натанаэля Бертона в спринтерской гонке в Венгрии. По итогам сезона команда заняла 11-е место.

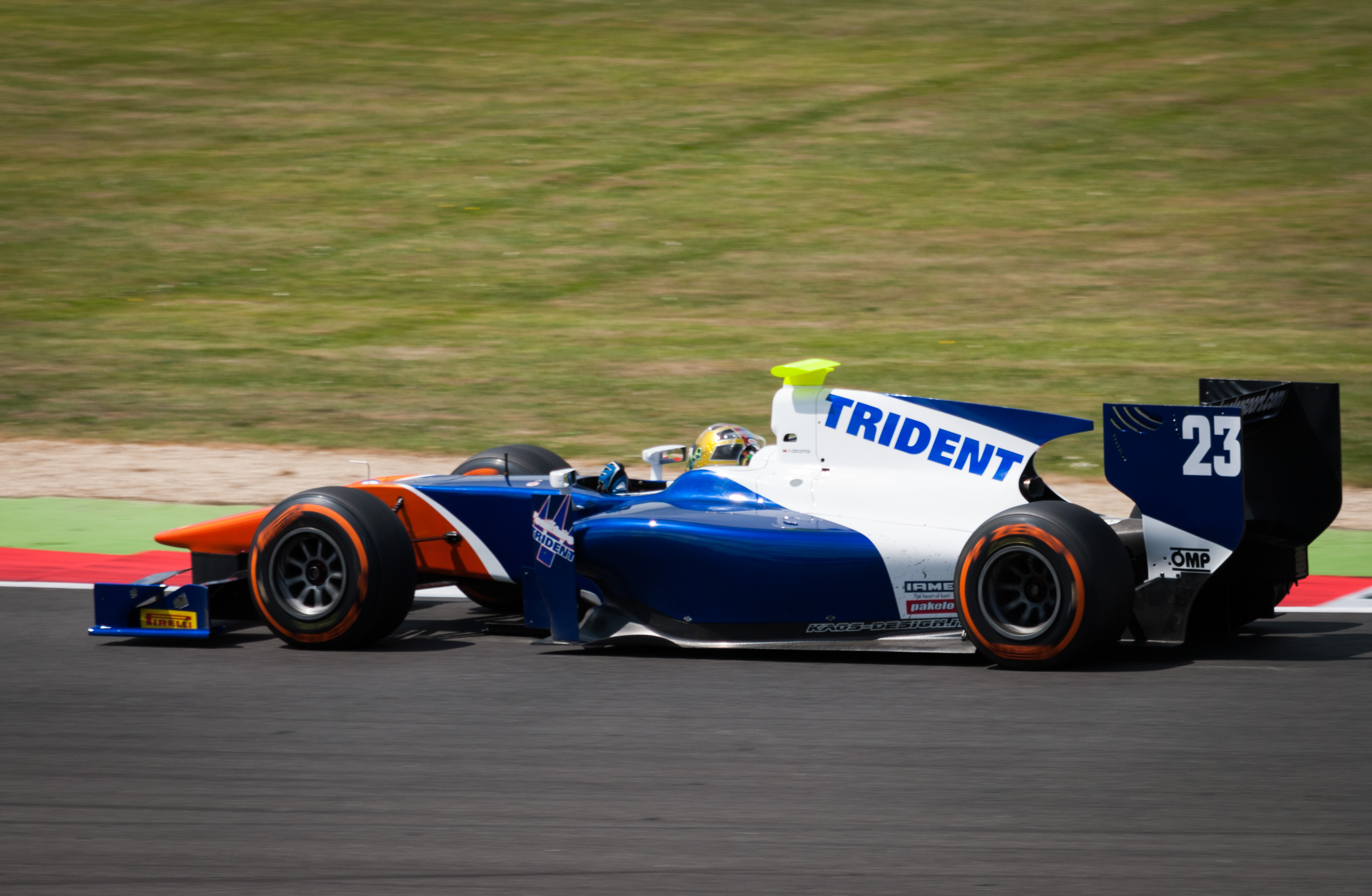
Джонни Чекотто-младший за рулем болида GP2 на Сильверстоуне в 2014 году.

В 2014 году за команду выступали Джонни Чеккотто-младший и Аксиль Джефферис, который был заменен после первого этапа сезона на Серхио Канамасаса. Джонни Чеккотто-младший за сезон одержал две победы. Сезон 2014 года стал лучшим для команды в GP2 — Trident заняла шестое место в командном зачёте.
В сезона 2015 года за в составе команды выступали Раффаэле Марсьелло, участник Гоночной Академии Феррари, и Рене Биндер. По ходу сезона Биндера заменил Команда заняла седьмое место в общем зачете.
В 2016 году к команде присоединились Фило Паз Арманд и Лука Гьотто, которые перешли в чемпионат из серии GP3. Гьотто одержал победу в спринтерской гонке в Малайзии и занял восьмое место в личном зачете. Trident тоже заняла восьмое в командном зачёте.

### GP2 Asia
Trident также участвовала в GP2 Asia с момента её создания в 2008 году до её закрытия в 2011 году. В первом сезоне чемпионата за команду выступали Харальд Шлегельмильх и Тун Хопинь, команда набрала всего четыре очка, заняв тринадцатое, последнее место чемпионате. В сезоне 2008/09 за команду в общей сложности выступало семь человек и команда заняла девятое место в командном чемпионате. В сезоне 2009/10 за команду выступало четыре пилота: Пламен Кралев выступает весь сезон, а место во втором автомобиле делят между собой Джонни Чекотто-младший, Дани Клос и Адриан Цаугг. По итогам сезона команда заняла 11-е место. Укороченный последний для серии сезон 2011 года был лучшим для команды, так как выступавший за Trident Стефано Колетти продемонстрировал сильные результаты: одержал одну победу и занял четвёртое место в личном зачёте, что позволило команде занять четвёртое место в командном зачете.

### GP3
В 2012 году Trident присоединился к серии GP3, заменив команду Barwa Addax. Она стала первой командой GP3, которая выставляла двух пилотов вместо трёх, начав сезон вместе с Вики Пириа и Антонио Спавоне. К четвёртому этапу чемпионата в Сильверстоуне состав ненадолго расширился до трех участников — к команде присоединился Джованни Вентурини, но затем Спавоне покинул команду, и состав вновь вернулся к двум участникам. Вентурини был самым успешным — он дважды финишировал на подиуме и закончил сезон на тринадцатом месте в личном зачете. Пирия и Спавоне не смогли набрать очков. В дебютном сезоне команда заняла последним в командном зачете.
В сезоне 2015 года, благодаря выступлениям Луки Гьотто, который занял второе место в личном зачёте, команда поднялась на второе место в командном зачёте. В 2016 году Антонио Фуоко закончил сезон третьим, что позволило команде занять третье место в командном зачёте. В сезоне 2017 года и 2018 года команда вновь поднималась на вторую строчку в чемпионате.

### Чемпионат ФИА Формула-2
Команда продолжила выступление в этом чемпионате, после его переименования из GP2 в Формулу-2. В течение дебютного сезона чемпионата за команду выступало пять человек: Набил Джеффри, Серхио Канамасас, Рафаэле Марчьелло, Каллум Айлотт и Сантино Ферруччи. Команда набрала всего 9 очков и заняла последнее место в командном зачёте.
В 2018 году за команду выступали тест-пилоты Haas Арджун Майни, Сантино Ферруччи. Позже Ферруччи получил дисквалификацию за столкновение с напарником и команда расторгла с ним контракт. На замену Ферруччи был приглашен Алессио Лоранди, который перешёл из GP3. По итогам сезона команда вновь набрала меньше всех очков и заняла последнее место.

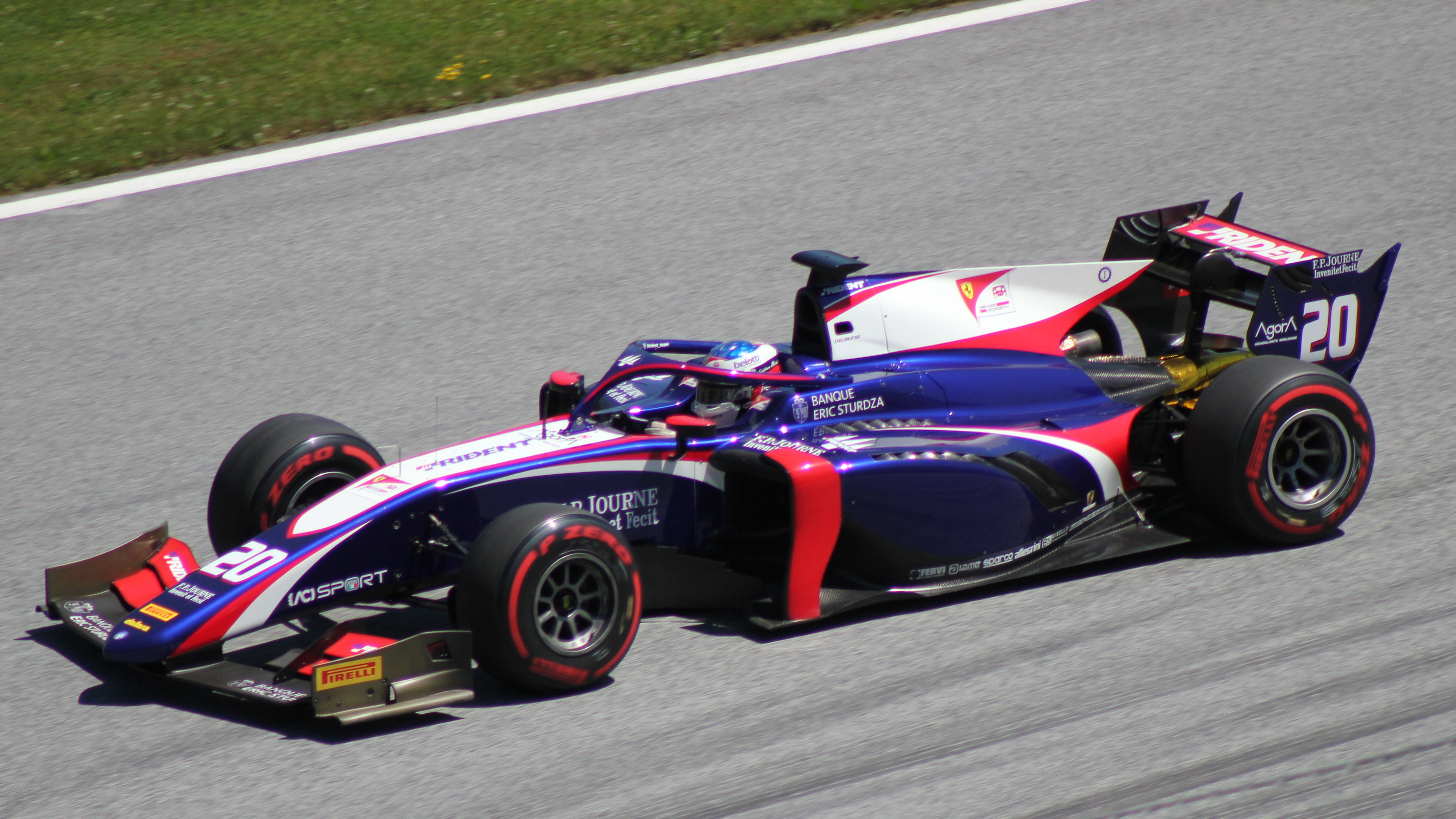
Джулиано Алези за рулём болида Формулы-2 на трассе Ред Булл Ринг в 2019 году.

В сезоне 2019 года за команду выступали Джулиано Алези и Ральф Бошунг. Райан Твитер заменял Бошунга на этапе в Австрии, Дориан Боколаччи заменял Бошунга в Сильверстоуне. Бошунг вернулся в команду в Венгрию, однако на этапе в Монце не выступал, так как вторая машина была конфискована властями Бельгии для расследования смертельной аварии Антуана Юбера. Бошунг вернулся в Сочи, а на последнем этапе в Абу-Даби его заменил Кристиан Лунгор. Команда вновь заняла последнее место в чемпионате.
На сезон 2020 года команда наняла тест-пилота Williams Роя Ниссани, который не участвовал в гонках в 2019 году из-за травмы на предсезонных тестах. К нему присоединился чемпион Открытого чемпионата Евроформулы 2019 года Марино Сато. Команда вновь заняла последнее место в командном чемпионате.
В сезоне 2021 года за команду продолжил выступать Марино Сато, его напарником стал Бент Вискал, который изначально имел контракт только на один этап, однако позже он был расширен на весь сезон. Вискал в двух гонках финишировал на вторых местах, что стало лучшими результатами в команде в серии. По итогам сезона команда заняла девятое место.

### Чемпионат ФИА Формула-3

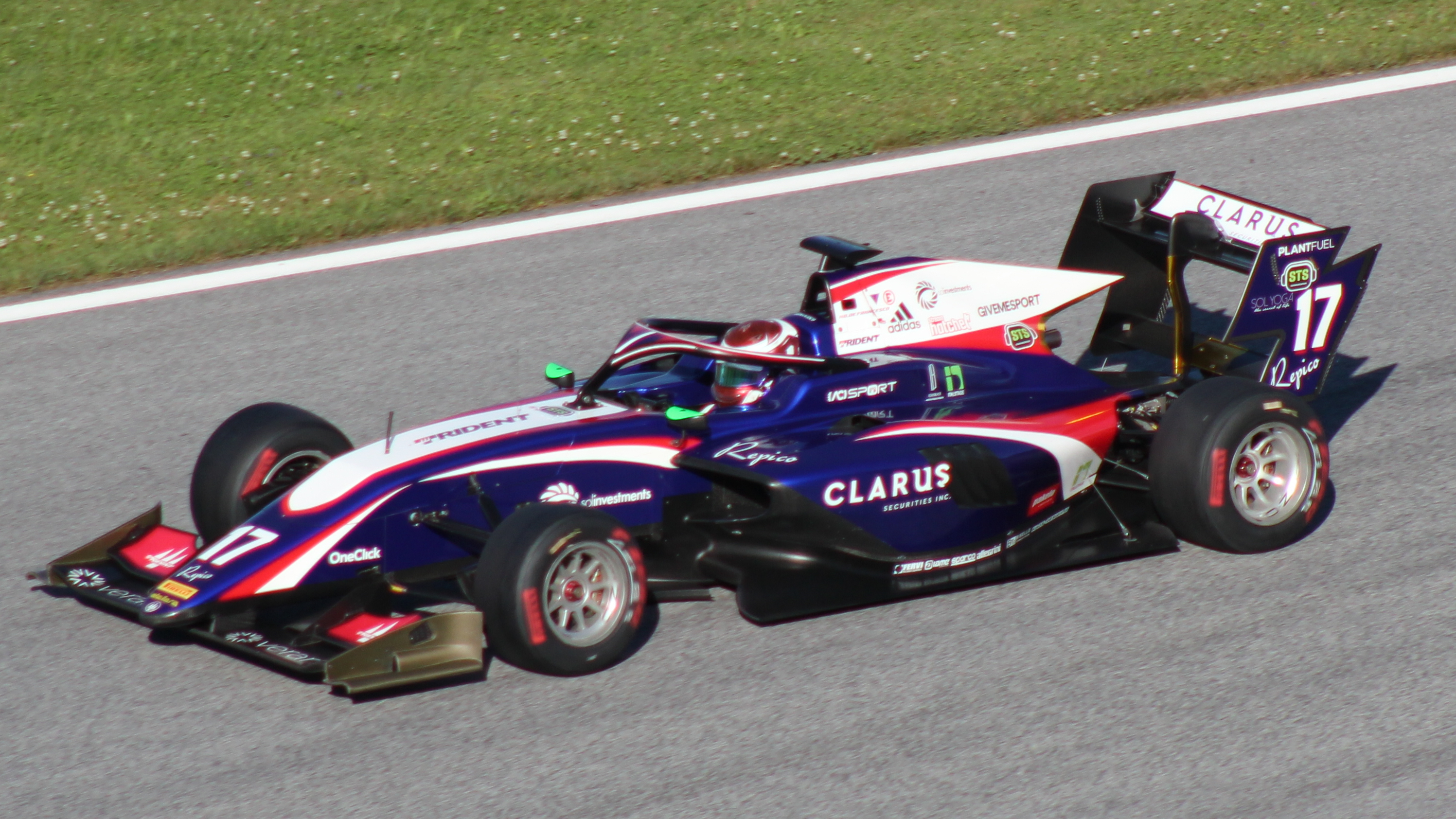
Девлин Де Франческо за рулем болида Формулы-3 на трассе Ред Булл Ринг в 2019 году.

В октябре 2018 года Trident вошла в список десяти команд, которые примут участие в первом сезоне нового чемпионата ФИА Формула-3. Гонщиками были Девлин Де Франческо и Нико Кари и Педро Пике. Команда заняла четвёртое место в чемпионате. Педро Пике одержал одну победу и занял пятое место в личном зачете.
В сезон 2020 года в составе команды были Лирим Цендели, Давид Бекманн и Оливер Колдуэлл. Давид Бекманн одержал две победы в сезоне, Лирим Цендели — одну. Высокие результаты пилотов позволили команде занять второе место в командном зачёте.
В сезоне 2021 года за команду выступали Джек Дуэн, Клемент Новалак и Давид Шумахер. Дуэн в сезоне одержал четыре победы и стал вице-чемпионом, а Новалак занял третье место в чемпионате. По итогам сезона команда выиграла титул, опередив чемпионов прошлых сезонов команду Prema на четыре очка.

## Результаты выступлений в действующих сериях

### Формула-2
| Год       | Болид                        | Пилоты             | Гонки | Победы | Поулы | Б. круги | ЛЗ | Очки | КЗ |
| --------- | ---------------------------- | ------------------ | ----- | ------ | ----- | -------- | -- | ---- | -- |
| 2017      | Dallara GP2/11 — Mecachrome  | Серхио Канамасас   | 8     | 0      | 0     | 0        | 14 | 9    | 10 |
| 2017      | Dallara GP2/11 — Mecachrome  | Сантино Феруччи    | 10    | 0      | 0     | 0        | 22 | 9    | 10 |
| 2017      | Dallara GP2/11 — Mecachrome  | Набил Джеффри      | 22    | 0      | 0     | 0        | 23 | 9    | 10 |
| 2017      | Dallara GP2/11 — Mecachrome  | Раффаэле Марчьелло | 2     | 0      | 0     | 0        | 29 | 9    | 10 |
| 2017      | Dallara GP2/11 — Mecachrome  | Каллум Айлотт      | 2     | 0      | 0     | 0        | 26 | 9    | 10 |
| 2018      | Dallara F2 2018 — Mecachrome | Арджун Маини       | 23    | 0      | 0     | 0        | 16 | 37   | 10 |
| 2018      | Dallara F2 2018 — Mecachrome | Сантино Феруччи    | 13    | 0      | 0     | 0        | 19 | 37   | 10 |
| 2018      | Dallara F2 2018 — Mecachrome | Алессио Лоранди    | 10    | 0      | 0     | 0        | 20 | 37   | 10 |
| 2019      | Dallara F2 2018 — Mecachrome | Дориан Бокколаччи  | 2     | 0      | 0     | 0        | 14 | 23   | 10 |
| 2019      | Dallara F2 2018 — Mecachrome | Джулиано Алези     | 22    | 0      | 1     | 0        | 15 | 23   | 10 |
| 2019      | Dallara F2 2018 — Mecachrome | Ральф Бошунг       | 14    | 0      | 0     | 0        | 19 | 23   | 10 |
| 2019      | Dallara F2 2018 — Mecachrome | Кристиан Лундгор   | 2     | 0      | 0     | 0        | 23 | 23   | 10 |
| 2019      | Dallara F2 2018 — Mecachrome | Райан Твитер       | 2     | 0      | 0     | 0        | 27 | 23   | 10 |
| 2020      | Dallara F2 2018 — Mecachrome | Рой Ниссани        | 24    | 0      | 1     | 2        | 19 | 6    | 11 |
| 2020      | Dallara F2 2018 — Mecachrome | Марино Сато        | 24    | 0      | 0     | 0        | 22 | 6    | 11 |
| 2021      | Dallara F2 2018 — Mecachrome | Бент Вискал        | 23    | 0      | 1     | 0        | 34 | 14   | 9  |
| 2021      | Dallara F2 2018 — Mecachrome | Марино Сато        | 23    | 0      | 0     | 0        | 21 | 1    | 9  |
| Источник: |                              |                    |       |        |       |          |    |      |    |

### Формула-3
| Год       | Болид                        | Пилоты              | Гонки | Победы | Поулы | Б. круги | ЛЗ | Очки  | КЗ |
| --------- | ---------------------------- | ------------------- | ----- | ------ | ----- | -------- | -- | ----- | -- |
| 2019      | Dallara F3 2019 — Mecachrome | Педро Пике          | 16    | 1      | 0     | 3        | 5  | 134   | 4  |
| 2019      | Dallara F3 2019 — Mecachrome | Нико Кари           | 16    | 0      | 1     | 2        | 12 | 134   | 4  |
| 2019      | Dallara F3 2019 — Mecachrome | Девлин Де Франческо | 16    | 0      | 0     | 0        | 25 | 134   | 4  |
| 2020      | Dallara F3 2019 — Mecachrome | Давид Бекманн       | 18    | 2      | 1     | 5        | 6  | 261,5 | 2  |
| 2020      | Dallara F3 2019 — Mecachrome | Лирим Цендели       | 18    | 1      | 2     | 3        | 8  | 261,5 | 2  |
| 2020      | Dallara F3 2019 — Mecachrome | Оливер Колдуэл      | 18    | 0      | 0     | 0        | 19 | 261,5 | 2  |
| 2021      | Dallara F3 2019 — Mecachrome | Джек Дуэн           | 20    | 4      | 3     | 1        | 2  | 381   | 1  |
| 2021      | Dallara F3 2019 — Mecachrome | Клемент Новалак     | 20    | 0      | 0     | 2        | 3  | 381   | 1  |
| 2021      | Dallara F3 2019 — Mecachrome | Давид Шумахер       | 20    | 1      | 1     | 0        | 11 | 381   | 1  |
| Источник: |                              |                     |       |        |       |          |    |       |    |

## Результаты выступлений в бывших сериях
| Результаты выступлений в GP2 | Результаты выступлений в GP2 | Результаты выступлений в GP2 | Результаты выступлений в GP2 | Результаты выступлений в GP2 | Результаты выступлений в GP2 | Результаты выступлений в GP2 | Результаты выступлений в GP2 | Результаты выступлений в GP2 | Результаты выступлений в GP2 |
| Год                          | Болид                        | Пилоты                       | Гонки                        | Победы                       | Поулы                        | Б. круги                     | ЛЗ                           | Очки                         | КЗ                           |
| ---------------------------- | ---------------------------- | ---------------------------- | ---------------------------- | ---------------------------- | ---------------------------- | ---------------------------- | ---------------------------- | ---------------------------- | ---------------------------- |
| 2006                         | Dallara-Mecachrome           | Джанмария Бруни              | 21                           | 2                            | 2                            | 2                            | 7                            | 45                           | 6                            |
| 2006                         | Dallara-Mecachrome           | Андреас Цубер                | 21                           | 1                            | 0                            | 0                            | 14                           | 45                           | 6                            |
| 2007                         | Dallara-Mecachrome           | Пастор Мальдонадо            | 13                           | 1                            | 1                            | 1                            | 11                           | 35                           | 10                           |
| 2007                         | Dallara-Mecachrome           | Рикардо Ризатти              | 6                            | 0                            | 0                            | 1                            | 28                           | 35                           | 10                           |
| 2007                         | Dallara-Mecachrome           | Серхио Эрнандес              | 2                            | 0                            | 0                            | 0                            | 36                           | 35                           | 10                           |
| 2007                         | Dallara-Mecachrome           | Кохэй Хиратэ                 | 21                           | 0                            | 0                            | 0                            | 19                           | 35                           | 10                           |
| 2008                         | Dallara-Mecachrome           | Майк Конвей                  | 20                           | 1                            | 0                            | 1                            | 12                           | 27                           | 9                            |
| 2008                         | Dallara-Mecachrome           | Тун Хопинь                   | 20                           | 0                            | 0                            | 0                            | 18                           | 27                           | 9                            |
| 2009                         | Dallara-Mecachrome           | Давиде Ригон                 | 18                           | 0                            | 0                            | 0                            | 22                           | 3                            | 12                           |
| 2009                         | Dallara-Mecachrome           | Рикарду Тейшейра             | 20                           | 0                            | 0                            | 0                            | 26                           | 3                            | 12                           |
| 2009                         | Dallara-Mecachrome           | Родольфо Гонсалес            | 2                            | 0                            | 0                            | 0                            | 29                           | 3                            | 12                           |
| 2010                         | Dallara-Mecachrome           | Адриан Цаугг                 | 19                           | 0                            | 0                            | 0                            | 18                           | 14                           | 11                           |
| 2010                         | Dallara-Mecachrome           | Джонни Чекотто-младший       | 16                           | 0                            | 0                            | 0                            | 23                           | 14                           | 11                           |
| 2010                         | Dallara-Mecachrome           | Эдоардо Пископо              | 2                            | 0                            | 0                            | 0                            | 26                           | 14                           | 11                           |
| 2010                         | Dallara-Mecachrome           | Федерико Лео                 | 2                            | 0                            | 0                            | 0                            | 32                           | 14                           | 11                           |
| 2011                         | Dallara-Mecachrome           | Стефано Колетти              | 15                           | 2                            | 0                            | 0                            | 11                           | 22                           | 8                            |
| 2011                         | Dallara-Mecachrome           | Родольфо Гонсалес            | 18                           | 0                            | 0                            | 0                            | 26                           | 22                           | 8                            |
| 2011                         | Dallara-Mecachrome           | Стефан Ришельми              | 2                            | 0                            | 0                            | 0                            | 31                           | 22                           | 8                            |
| 2012                         | Dallara-Mecachrome           | Стефан Ришельми              | 24                           | 0                            | 0                            | 0                            | 18                           | 34                           | 10                           |
| 2012                         | Dallara-Mecachrome           | Хулиан Леаль                 | 24                           | 0                            | 0                            | 0                            | 21                           | 34                           | 10                           |
| 2013                         | Dallara-Mecachrome           | Кевин Чеккон                 | 12                           | 0                            | 0                            | 0                            | 17                           | 49                           | 11                           |
| 2013                         | Dallara-Mecachrome           | Натанаэль Бертон             | 22                           | 1                            | 0                            | 1                            | 20                           | 49                           | 11                           |
| 2013                         | Dallara-Mecachrome           | Жанмарко Раймондо            | 4                            | 0                            | 0                            | 0                            | 30                           | 49                           | 11                           |
| 2013                         | Dallara-Mecachrome           | Серджио Кампана              | 2                            | 0                            | 0                            | 0                            | 32                           | 49                           | 11                           |
| 2013                         | Dallara-Mecachrome           | Рикарду Тейшейра             | 4                            | 0                            | 0                            | 0                            | 34                           | 49                           | 11                           |
| 2014                         | Dallara-Mecachrome           | Джонни Чекотто-младший       | 22                           | 2                            | 1                            | 0                            | 5                            | 169                          | 6                            |
| 2014                         | Dallara-Mecachrome           | Серхио Канамасас             | 19                           | 0                            | 0                            | 0                            | 14                           | 169                          | 6                            |
| 2014                         | Dallara-Mecachrome           | Аксиль Джефферис             | 2                            | 0                            | 0                            | 0                            | 34                           | 169                          | 6                            |
| 2015                         | Dallara-Mecachrome           | Раффаэле Марсьелло           | 22                           | 0                            | 0                            | 0                            | 7                            | 111                          | 7                            |
| 2015                         | Dallara-Mecachrome           | Рене Биндер                  | 12                           | 0                            | 0                            | 0                            | 22                           | 111                          | 7                            |
| 2015                         | Dallara-Mecachrome           | Даниэль де Йонг              | 4                            | 0                            | 0                            | 0                            | 23                           | 111                          | 7                            |
| 2015                         | Dallara-Mecachrome           | Густав Малья                 | 2                            | 0                            | 0                            | 0                            | 25                           | 111                          | 7                            |
| 2015                         | Dallara-Mecachrome           | Джонни Чекотто-младший       | 4                            | 0                            | 0                            | 0                            | 28                           | 111                          | 7                            |
| 2016                         | Dallara-Mecachrome           | Лука Гьотто                  | 22                           | 1                            | 0                            | 2                            | 8                            | 111                          | 8                            |
| 2016                         | Dallara-Mecachrome           | Фило Паз Арманд              | 22                           | 0                            | 0                            | 0                            | 24                           | 111                          | 8                            |
| Источник:                    |                              |                              |                              |                              |                              |                              |                              |                              |                              |

| Результаты выступлений в GP3 | Результаты выступлений в GP3 | Результаты выступлений в GP3 | Результаты выступлений в GP3 | Результаты выступлений в GP3 | Результаты выступлений в GP3 | Результаты выступлений в GP3 | Результаты выступлений в GP3 | Результаты выступлений в GP3 | Результаты выступлений в GP3 |
| Год                          | Болид                        | Пилоты                       | Гонки                        | Победы                       | Поулы                        | Б. круги                     | ЛЗ                           | Очки                         | КЗ                           |
| ---------------------------- | ---------------------------- | ---------------------------- | ---------------------------- | ---------------------------- | ---------------------------- | ---------------------------- | ---------------------------- | ---------------------------- | ---------------------------- |
| 2012                         | Dallara-Renault              | Джованни Вентурини           | 10                           | 0                            | 0                            | 0                            | 13                           | 31                           | 9                            |
| 2012                         | Dallara-Renault              | Вики Пириа                   | 16                           | 0                            | 0                            | 0                            | 26                           | 31                           | 9                            |
| 2012                         | Dallara-Renault              | Антонио Спавоне              | 8                            | 0                            | 0                            | 0                            | 30                           | 31                           | 9                            |
| 2013                         | Dallara-Renault              | Джованни Вентурини           | 18                           | 1                            | 0                            | 0                            | 15                           | 32                           | 8                            |
| 2013                         | Dallara-Renault              | Давид Фуманелли              | 16                           | 0                            | 0                            | 0                            | 19                           | 32                           | 8                            |
| 2013                         | Dallara-Renault              | Эмануэле Дзондзини           | 18                           | 0                            | 0                            | 0                            | 25                           | 32                           | 8                            |
| 2013                         | Dallara-Renault              | Роберт Креган                | 2                            | 0                            | 0                            | 0                            | 27                           | 32                           | 8                            |
| 2014                         | Dallara-Renault              | Патрик Куяла                 | 18                           | 0                            | 0                            | 0                            | 14                           | 12                           | 9                            |
| 2014                         | Dallara-Renault              | Роман де Бир                 | 10                           | 0                            | 0                            | 0                            | 18                           | 12                           | 9                            |
| 2014                         | Dallara-Renault              | Лука Гьотто                  | 4                            | 0                            | 0                            | 1                            | 20                           | 12                           | 9                            |
| 2014                         | Dallara-Renault              | Райан Каллен                 | 2                            | 0                            | 0                            | 0                            | 25                           | 12                           | 9                            |
| 2014                         | Dallara-Renault              | Митчелл Гилберт              | 10                           | 0                            | 0                            | 0                            | 26                           | 12                           | 9                            |
| 2014                         | Dallara-Renault              | Канг Линг                    | 2                            | 0                            | 0                            | 0                            | 28                           | 12                           | 9                            |
| 2014                         | Dallara-Renault              | Джон Брайант-Мейснер         | 4                            | 0                            | 0                            | 0                            | 30                           | 12                           | 9                            |
| 2014                         | Dallara-Renault              | Виктор Карбон                | 4                            | 0                            | 0                            | 0                            | 31                           | 12                           | 9                            |
| 2014                         | Dallara-Renault              | Денис Нагулин                | 2                            | 0                            | 0                            | 0                            | 35                           | 12                           | 9                            |
| 2014                         | Dallara-Renault              | Константин Терещенко         | 2                            | 0                            | 0                            | 0                            | НК                           | 12                           | 9                            |
| 2015                         | Dallara-Renault              | Лука Гьотто                  | 22                           | 5                            | 5                            | 9                            | 2                            | 282                          | 2                            |
| 2015                         | Dallara-Renault              | Артур Янош                   | 22                           | 0                            | 0                            | 0                            | 14                           | 282                          | 2                            |
| 2015                         | Dallara-Renault              | Оскар Туньо                  | 6                            | 1                            | 0                            | 0                            | 15                           | 282                          | 2                            |
| 2015                         | Dallara-Renault              | Амори Бондюэль               | 2                            | 0                            | 0                            | 0                            | 26                           | 282                          | 2                            |
| 2015                         | Dallara-Renault              | Мишель Беретта               | 6                            | 0                            | 0                            | 0                            | 27                           | 282                          | 2                            |
| 2015                         | Dallara-Renault              | Бейтске Виссер               | 2                            | 0                            | 0                            | 0                            | 28                           | 282                          | 2                            |
| 2016                         | Dallara-Mecachrome           | Антонио Фуоко                | 18                           | 2                            | 0                            | 0                            | 3                            | 170                          | 3                            |
| 2016                         | Dallara-Mecachrome           | Сэнди Стувик                 | 18                           | 0                            | 0                            | 0                            | 18                           | 170                          | 3                            |
| 2016                         | Dallara-Mecachrome           | Артур Янош                   | 18                           | 0                            | 0                            | 0                            | 20                           | 170                          | 3                            |
| 2016                         | Dallara-Mecachrome           | Джулиано Алези               | 15                           | 0                            | 0                            | 0                            | 22                           | 170                          | 3                            |
| 2017                         | Dallara-Mecachrome           | Джулиано Алези               | 16                           | 3                            | 0                            | 1                            | 5                            | 578                          | 2                            |
| 2017                         | Dallara-Mecachrome           | Дориан Бокколаччи            | 16                           | 1                            | 0                            | 0                            | 6                            | 578                          | 2                            |
| 2017                         | Dallara-Mecachrome           | Райан Твитер                 | 16                           | 0                            | 0                            | 0                            | 8                            | 578                          | 2                            |
| 2017                         | Dallara-Mecachrome           | Кевин Йорг                   | 16                           | 0                            | 0                            | 0                            | 12                           | 578                          | 2                            |
| 2018                         | Dallara-Mecachrome           | Давид Бекманн                | 18                           | 3                            | 2                            | 2                            | 5                            | 433                          | 2                            |
| 2018                         | Dallara-Mecachrome           | Педро Пике                   | 18                           | 2                            | 0                            | 0                            | 6                            | 433                          | 2                            |
| 2018                         | Dallara-Mecachrome           | Джулиано Алези               | 18                           | 1                            | 0                            | 1                            | 7                            | 433                          | 2                            |
| 2018                         | Dallara-Mecachrome           | Райан Твитер                 | 16                           | 0                            | 0                            | 1                            | 9                            | 433                          | 2                            |
| 2018                         | Dallara-Mecachrome           | Алессио Лоранди              | 8                            | 0                            | 0                            | 0                            | 11                           | 433                          | 2                            |
| Источник:                    |                              |                              |                              |                              |                              |                              |                              |                              |                              |

## Хронология
| Текущие серии                | Текущие серии |
| ---------------------------- | ------------- |
| Формула-2                    | 2017—         |
| Формула-3                    | 2018—         |
| Бывшие серии                 |               |
| GP2                          | 2006—2016     |
| GP2 Asia                     | 2008—2011     |
| Международная Формула Мастер | 2008—2009     |
| Auto GP                      | 2010          |
| GP3                          | 2012—2018     |
| Источник:                    |               |